# Sodastream (entreprise)
Pour les articles homonymes, voir Sodastream.
SodaStream (en forme longue SodaStream International Ltd.) est une multinationale israélienne spécialisée dans la fabrication d'appareils de gazéification de boissons. Sous cette marque commerciale, elle commercialise également ses produits, servant à fabriquer des sodas et de l'eau gazeuse par ajout de dioxyde de carbone. Son siège est basé à Lod en Israël.
En août 2018, l'entreprise est rachetée par PepsiCo pour la somme de 3,2 milliards de dollars. Elle fait l'objet de plusieurs campagnes de boycott.

## Historique
Le premier appareil à gazéifier l'eau a été créé en 1903 par Guy Hugh Gilbey à Londres, sous le nom d’« appareil pour aérer les liquides » (Apparatus for aerating liquids). Ses produits sont vendus à des familles aisées, dont la famille royale. Les premiers sirops concentrés (à diluer) apparaissent dans les années 1920. La première machine à carbonater l'eau à destination des ménages est produite en 1955. Initialement vendue au Royaume-Uni uniquement, elle fut par la suite étendue à d'autres pays comme l'Australie et l'Allemagne.
À l'origine, filiale de la distillerie W & A Gilbey, dans laquelle travaillait son inventeur, et après avoir appartenu à différents propriétaires, l'entreprise passe en 1985 entre les mains de Cadbury Schweppes qui reprend les droits de marque, la technologie et les activités commerciales de SodaStream. SodaStream est repris en 1998 par Soda-Club, pour 15,5 millions de livres sterling. Soda Club une entreprise israélienne créée en 1991 par le Britannique Peter Wiseburgh - qui a développé son propre appareil de carbonatation - et distributrice exclusive de SodaStream en Israël entre 1978 et 1991. La marque reste officiellement lancée en 1991. En 1992, SodaStream exporte déjà en Afrique du Sud, en 1993 en Suisse et en 1994 en Allemagne. 
SodaStream a son siège social à Kfar Saba, près de Tel Aviv, et possède 13 usines de production dans plusieurs pays du monde. Son PDG est Daniel Birnbaum de 2007 à 2019 et depuis, Eyal Shochat. Elle entre en bourse au Nasdaq en novembre 2010. En 2018, SodaStream distribue ses produits auprès de 80 000 magasins de détail dans 45 pays du monde.
En 2015, l'entreprise emploie près de 2 000 personnes dans le monde. En Europe, 250 employés sont répartis sur deux sites principaux : l'un à Rijen aux Pays-Bas et l'autre à Limburg an der Lahn en Allemagne. Le siège social américain de SodaStream se trouve à Mount Laurel dans le New Jersey. 
Le 20 août 2018, la firme américaine PepsiCo convient d'acquérir SodaStream pour 3,2 milliards de dollars en janvier 2019,.
En décembre 2022, l'entreprise annonce le licenciement de 200 salariés.

## Produits

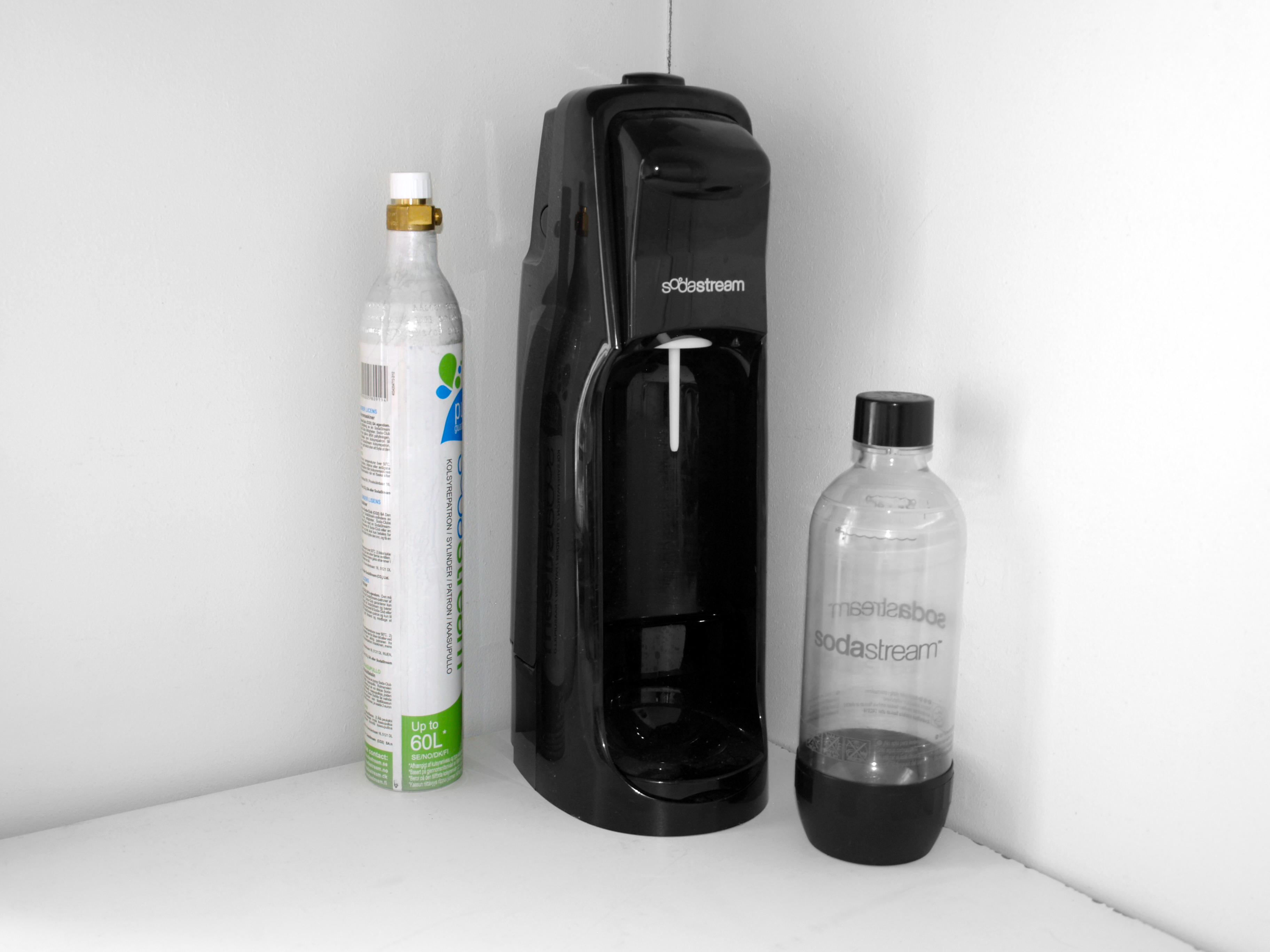
Set de SodaStream.

L'appareil SodaStream fabrique des boissons gazeuses par ajout de dioxyde de carbone, stocké sous pression dans un cylindre propriétaire. Outre la machine et la cartouche de gaz, l'ensemble est muni d'une ou plusieurs bouteilles réutilisables, mais ayant une date limite d'utilisation indiquée sur les bouteilles : il faut donc les remplacer en conséquence. 
La société se concentre sur le marketing écologique pour vendre ses produits, car ils ne sont pas forcément plus intéressants que l'eau gazeuse en bouteille. Son principal argument de vente reste le respect de l'environnement avec la non-prolifération des bouteilles en plastique et l'utilisation d'eau du robinet. Le produit gagne en popularité dans le monde entier, y compris aux États-Unis , où il apparaît comme une nouveauté après son lancement ; il est promu par des personnalités publiques telles que Susan Sarandon ou Tori Spelling en raison de sa contribution à la qualité de l'environnement.
Parallèlement, la société participe à de nombreux projets de développement durable et lutte contre la prolifération des déchets plastiques de bouteilles et de canettes en métal dans plusieurs pays du monde. 
En 2013, SodaStream et Samsung lancent un réfrigérateur Samsung équipé d'un distributeur d'eau pétillante SodaStream intégré, disponible aux États-Unis. 
En Grande-Bretagne où l’appareil a été inventé, SodaStream est considéré comme un produit « nostalgique » associé aux années 1970 et 1980.
En 2020, face à l'épidémie de coronavirus et au besoin constant de respirateurs pour les patients, SodaStream développe une machine qui facilite la respiration et l'expérimente avec des patients qui ont des difficultés à respirer, pas nécessairement en raison d'une infection par le coronavirus. L'entreprise a indiqué que si l'utilisation de la machine se généralise, elle commencera la production de masse. 

## Mises en cause et controverses

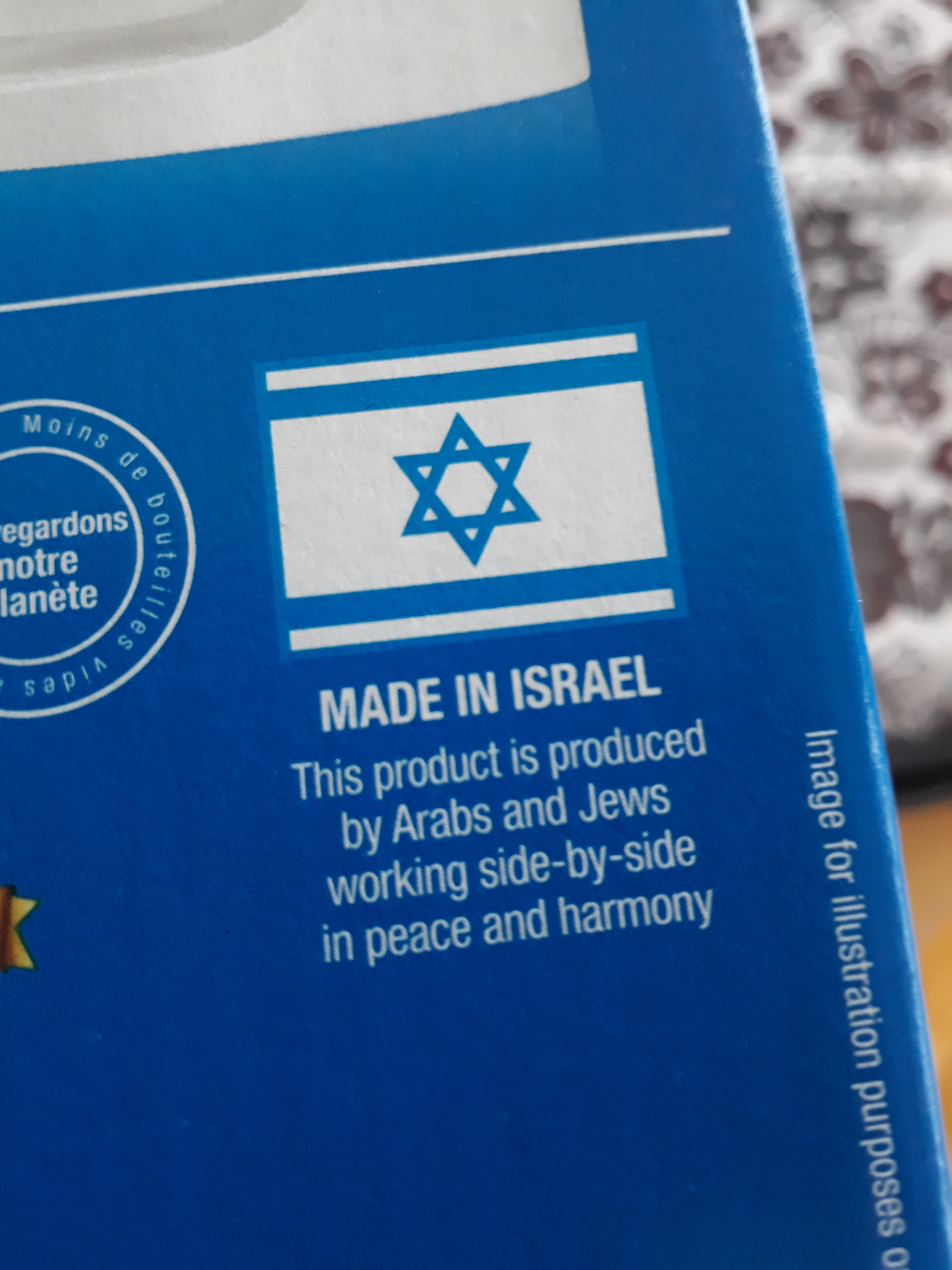
Précision sur les produits de la marque, indiquant Fabriqué par des Arabes et des Juifs, travaillant côte à côte dans la paix et l'harmonie.

La Cour de justice de l'Union européenne juge en 2010 que la machine à bulle de SodaStream ne peut être qualifiée de « Made in Israel », l'excluant ainsi des accords de coopération douanière entre Israël (à l'intérieur des frontières de 1967) et l'Union européenne. Elle décide que des droits de douane doivent être perçus sur les importations de produits Soda Club fabriqués en Cisjordanie.
Sur les produits SodaStream est apposée une étiquette marquée « Fabriqué avec fierté en Israël par les travailleurs juifs et musulmans ». 
La principale unité de production, d'abord située à Ma'aleh Adumim en Cisjordanie depuis les années 1990, selon le choix du fondateur britannique donc avant son rachat par le groupe israélien actuel,,, est ensuite transférée à Léhavim (en) dans le sud du pays.

### Boycott et localisations
À partir de 2014, SodaStream est la cible d'une campagne de boycott sur plusieurs années de la part de plusieurs magasins ou associations dénonçant l'occupation de territoires en Palestine de la part d'Israël, notamment Boycott, désinvestissement et sanctions (BDS), campagne qui s'applique au boycott d'Israël dans son ensemble. D'autres marques diverses, comme Eden Springs, Uzi, Airbnb ou Jaffa sont également visées. 
Parmi les critiques de SodaStream, se trouvent des organisations comme BDS en premier chef qui organise de nombreuses manifestations de par le monde, des groupes ou enseignes qui dénoncent l'entreprise ou boycottent ses produits ou les lieux où ils sont vendus : prennent position notamment l'ONG Human Rights Watch, le mouvement israélien Shalom archav, l'association Coalition of Women for Peace, l'Église unie du Canada, le grand magasin britannique John Lewis, les services de restauration de l'université Harvard de Cambridge...
Il est reproché à l'entreprise d'avoir sa principale usine située dans la zone industrielle de la colonie israélienne de Ma'aleh Adumim, une banlieue de Jérusalem. Pourtant, la marque promeut la diversité des peuples et des sexes dans l'embauche de ses ouvriers. De plus, tous les produits SodaStream ne sont pas fabriqués à Maale Adumim ; notamment, ceux vendus dans certains pays européens sont fabriqués en Chine. SodaStream doit réagir alors que les ventes sont en baisse : en 2013, l’usine SodaStream de la zone industrielle de Mishor Adumim (en) en Cisjordanie, emploie 1 300 travailleurs dont 350 sont des Juifs israéliens, 450 sont des Arabes israéliens et 500 sont des Palestiniens de Cisjordanie. 
En janvier 2014, le tribunal de Paris statue que l'Association France-Palestine Solidarité (AFPS), l'un des groupes militant pour le retrait de SodaStream des magasins, devait indemniser SodaStream à hauteur de 6 500 € pour avoir faussement affirmé que les produits étaient vendus « illégalement et frauduleusement » en raison de l'utilisation du label « Made in Israel » alors qu'ils étaient en partie fabriqués en Cisjordanie. 
Malgré les multiples pressions, la société Sodastream annonce en 2014 qu'elle entend conserver le site de production près de Ma'ale Adummim, même s'il devait à terme passer sous le contrôle d'un Etat palestinien auquel elle serait alors heureuse de payer des impôts,.

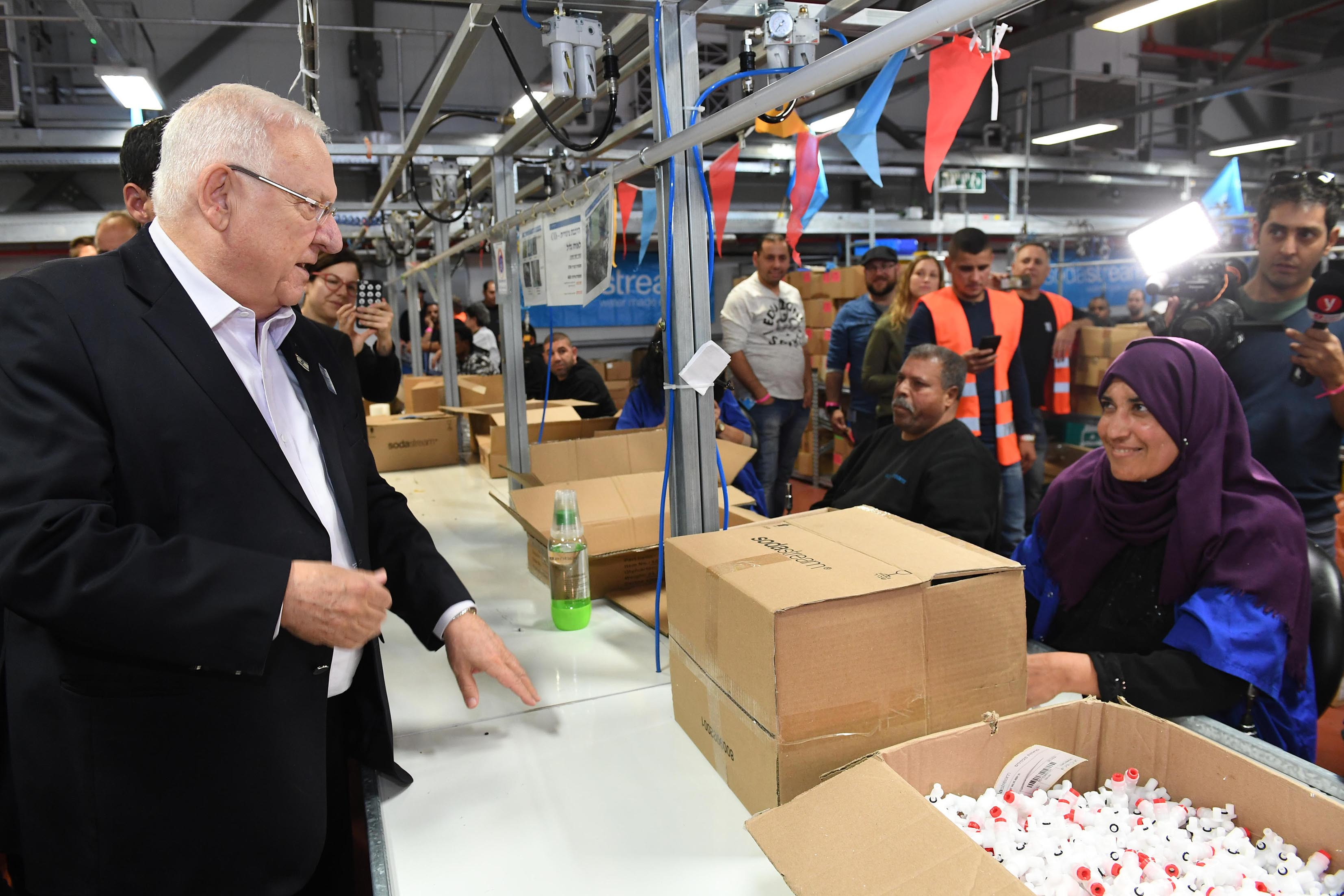
Le président de l'État d'Israël, le ministre de l'Agriculture et du Développement rural et le directeur du développement de la colonisation bédouine visitent l'usine Soda Stream (28 novembre 2017)

En octobre 2015, SodaStream est cependant obligé de fermer son usine de Mishor Adumim et la remplace par une usine de la zone industrielle d'Idan Negev à Rahat en Israël (région du Néguev), quand ses sirops sont produits dans une usine d'Ashkelon. Cinq cents travailleurs palestiniens sont alors licenciés. Mahmoud Nawajaa, coordinateur du BDS à Ramallah, qualifie la perte d'emplois palestiniens chez SodaStream de « prix à payer pour mettre fin à l'occupation ». La société israélienne annonce qu’elle renvoie à contrecœur ses 74 derniers travailleurs palestiniens qui devaient la suivre car elle n’a pas obtenu des permis du gouvernement israélien pour qu’ils puissent travailler dans sa nouvelle usine de Rahat, les autorités israéliennes ayant refusé le permis de travail aux Palestiniens à la suite de la Vague de violence israélo-palestinienne de l'automne 2015 au 6 décembre 2017. « Seuls 120 employés ont pu suivre » malgré tout, précise la marque. Après plusieurs réclamations, la direction de l'entreprise et les ouvriers palestiniens ont obtenu gain de cause, qui ont pu retourner travailler chez SodaStream. La nouvelle usine baptisée « Island of Peace » emploie comme toujours des personnes aux origines variées, indifféremment des juifs érythréens, des musulmans ou des femmes des villages bédouins ; elle compte quatre salles de prières islamiques et une synagogue.
En décembre 2018, SodaStream annonce l'établissement d'une usine de fabrication dans la bande de Gaza. Cependant en janvier 2024, elle fait à nouveau l'objet d'un appel au boycott des consommateurs par BDS.

### Image publique
En 2014, pour avoir participé à une publicité pour SodaStream, l'actrice Scarlett Johansson doit renoncer à son rôle d'ambassadrice pour l'association humanitaire Oxfam qui soutient « les droits des communautés palestiniennes » et refuse tout commerce avec les colonies israéliennes,,. La publicité ayant suscité la polémique a été déprogrammée de la finale du Super Bowl américain. Dans sa déclaration de démission, l'actrice décrit SodaStream comme une entreprise « non seulement engagée en faveur de l'environnement, mais aussi pour la construction d'un pont vers la paix entre Israël et la Palestine, soutenant les voisins travaillant ensemble, bénéficiant de l'égalité des salaires (selon les taux israéliens, soit quatre fois le salaire moyen palestinien), des avantages sociaux et des droits ». Tous les employés palestiniens interrogés par The Christian Science Monitor (à l'exception d'un seul) ont soutenu la position de Johansson et se sont opposés au boycott de SodaStream, affirmant qu'un boycott ne leur ferait que du tort,.
En 2020, le rappeur Snoop Dogg participe à une campagne écologique de Noël pour la SodaStream,.